# Sacrificium
«Sacrificium» — шостий студійний альбом німецького симфо-метал гурту Xandria, вийшов 2 травня 2014 року на лейблі Napalm Records.

## Про альбом
За словами учасників гурту, новий альбом «продовжить музичний напрям» їх попереднього альбому, Neverworld's End, але «принесе людям ще більше задоволення».
Безпосередньо перед записом альбому, гурт розпрощався з вокалісткою Мануелою Краллер, яка була з ними протягом трьох років. На заміну їй прийшла голландська співачка Діана ван Гірсберген, яка також є учасницею прогресивного метал-гурту Ex Libris. 
Цей запис також є першим для басиста Стівена Вуссова у складі Xandria.

## Список композицій
Автор музики і слів Марко Хойбаум (якщо не вказано інше). 
| Стандартне & Медіабук-видання: CD 1 | Стандартне & Медіабук-видання: CD 1 | Стандартне & Медіабук-видання: CD 1 | Стандартне & Медіабук-видання: CD 1                  | Стандартне & Медіабук-видання: CD 1 |
| #                                   | Назва                               | Автор слів                          | Автор музики                                         | Тривалість                          |
| ----------------------------------- | ----------------------------------- | ----------------------------------- | ---------------------------------------------------- | ----------------------------------- |
| 1.                                  | «Sacrificium»                       | Марко Хойбаум                       | Марко Хойбаум, Бенджамін Швенен                      | 10:07                               |
| 2.                                  | «Nightfall»                         | Марко Хойбаум                       | Марко Хойбаум, Бенджамін Швенен, Christian Steenken  | 3:56                                |
| 3.                                  | «Dreamkeeper»                       |                                     |                                                      | 4:36                                |
| 4.                                  | «Stardust»                          |                                     |                                                      | 5:33                                |
| 5.                                  | «The Undiscovered Land»             |                                     |                                                      | 7:22                                |
| 6.                                  | «Betrayer»                          |                                     |                                                      | 6:06                                |
| 7.                                  | «Until the End»                     |                                     |                                                      | 5:39                                |
| 8.                                  | «Come with Me»                      | Марко Хойбаум                       | Марко Хойбаум, Бенджамін Швенен, Christian Steenken  | 4:56                                |
| 9.                                  | «Little Red Relish»                 | Діана ван Гірсберген                | Марко Хойбаум                                        | 4:32                                |
| 10.                                 | «Our Neverworld»                    |                                     |                                                      | 3:46                                |
| 11.                                 | «Temple of Hate»                    |                                     |                                                      | 5:50                                |
| 12.                                 | «Sweet Atonement»                   | Діана ван Гірсберген                | Марко Хойбаум, Nicolas Rebscher, Alexander Kim Lange | 4:14                                |
| 66:33                               |                                     |                                     |                                                      |                                     |

| Медіабук-видання: CD 2 | Медіабук-видання: CD 2                 | Медіабук-видання: CD 2                               | Медіабук-видання: CD 2 |
| #                      | Назва                                  | Автор музики                                         | Тривалість             |
| ---------------------- | -------------------------------------- | ---------------------------------------------------- | ---------------------- |
| 1.                     | «The Watcher» (бонусний трек)          |                                                      | 4:43                   |
| 2.                     | «Sacrificium» (інструментал)           | Марко Хойбаум, Бенджамін Швенен                      | 10:04                  |
| 3.                     | «Nightfall» (інструментал)             | Марко Хойбаум, Бенджамін Швенен, Christian Steenken  | 3:56                   |
| 4.                     | «Dreamkeeper» (інструментал)           |                                                      | 4:36                   |
| 5.                     | «Stardust» (інструментал)              |                                                      | 5:33                   |
| 6.                     | «The Undiscovered Land» (інструментал) |                                                      | 7:22                   |
| 7.                     | «Betrayer» (інструментал)              |                                                      | 6:05                   |
| 8.                     | «Until the End» (інструментал)         |                                                      | 5:39                   |
| 9.                     | «Come with Me» (інструментал)          | Марко Хойбаум, Бенджамін Швенен, Christian Steenken  | 4:56                   |
| 10.                    | «Little Red Relish» (інструментал)     |                                                      | 4:32                   |
| 11.                    | «Our Neverworld» (інструментал)        |                                                      | 3:46                   |
| 12.                    | «Temple of Hate» (інструментал)        |                                                      | 5:49                   |
| 13.                    | «Sweet Atonement» (інструментал)       | Марко Хойбаум, Nicolas Rebscher, Alexander Kim Lange | 4:14                   |
| 71:11                  |                                        |                                                      |                        |

## Чарти
| Чарти (2014)          | Найвища позиція |
| --------------------- | --------------- |
| Austrian Albums Chart | 71              |
| German Albums Chart   | 25              |
| Swiss Albums Chart    | 48              |
| UK Albums Chart       | 176             |
| US Top Heatseekers    | 25              |

## Учасники запису
- Діана ван Гірсберген — вокал
- Марко Хойбаум — гітара
- Філіп Рестемайєр — гітара
- Стівен Вуссов — бас-гітара
- Геріт Ламм — ударні